# Lissonota impressor
Lissonota impressor är en stekelart som beskrevs av Johann Ludwig Christian Gravenhorst 1829. Lissonota impressor ingår i släktet Lissonota och familjen brokparasitsteklar. Arten är reproducerande i Sverige. Inga underarter finns listade i Catalogue of Life.